# Grande Mission

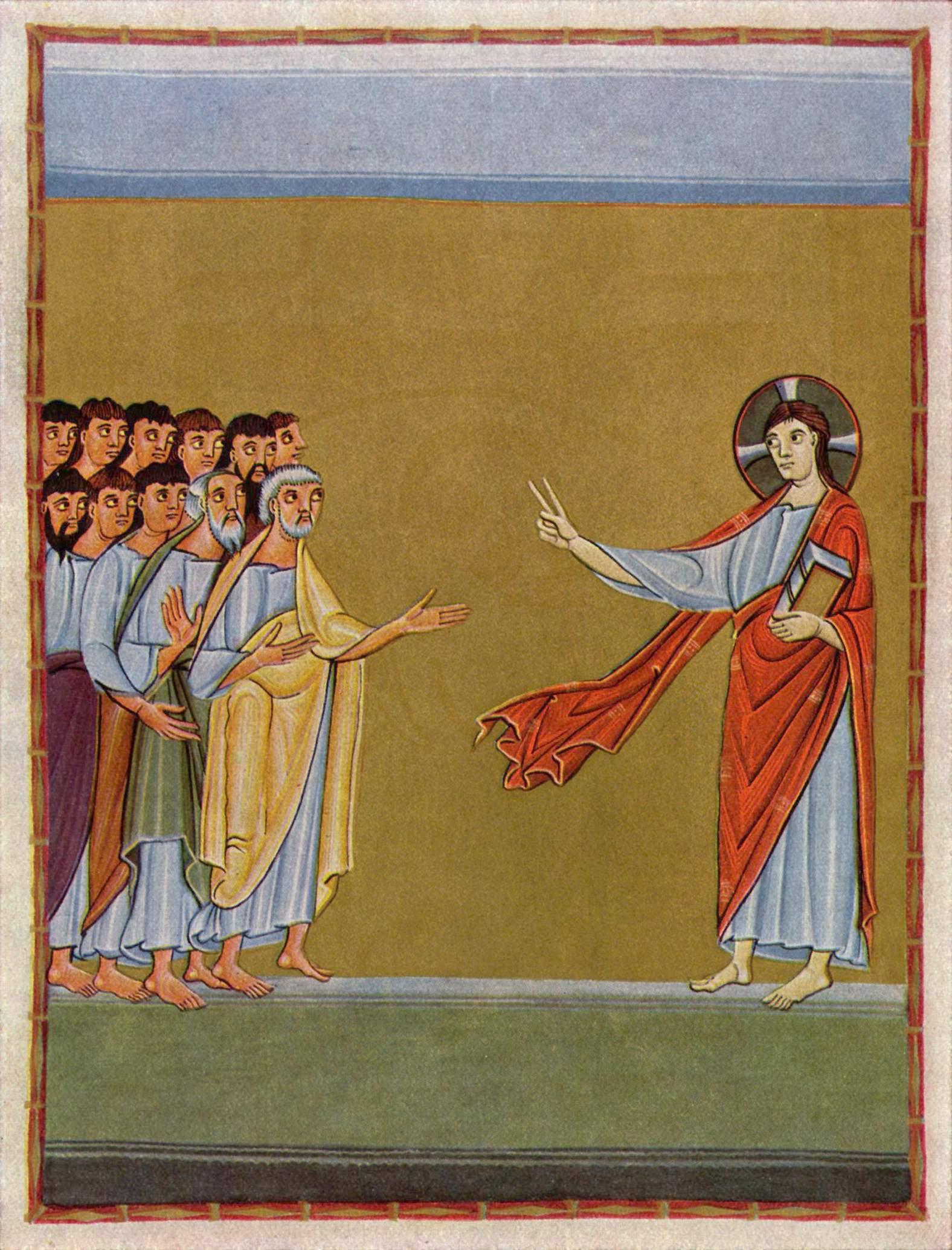
Le Christ envoie ses onze apôtres en mission, enluminure du Livre des péricopes d'Henri II, école de Reichenau, v. 1010.

La Grande Mission, ou Mission universelle, est une instruction que donne Jésus de Nazareth à onze de ses douze apôtres après sa Résurrection. Dans cet épisode, relaté par les cinq derniers versets de l'Évangile selon Matthieu, Jésus apparaît à ses disciples sur une montagne de Galilée pour leur demander de faire des disciples dans toutes les nations, de les baptiser « au nom du Père et du Fils et du Saint-Esprit » et de leur transmettre ses enseignements.

## Origine
La Grande Mission fait partie du Sondergut de l'Évangile selon Matthieu. Ce message y apparaît comme adressé par Jésus de Nazareth aux apôtres après sa Résurrection (Mt 28:16-20) :

« Les onze disciples allèrent en Galilée, sur la montagne que Jésus leur avait désignée. Quand ils le virent, ils se prosternèrent devant lui. Mais quelques-uns eurent des doutes. Jésus, s’étant approché, leur parla ainsi : Tout pouvoir m’a été donné dans le ciel et sur la terre. Allez, faites de toutes les nations des disciples, les baptisant au nom du Père, du Fils et du Saint-Esprit, et enseignez-leur à observer tout ce que je vous ai prescrit. Et voici, je suis avec vous tous les jours, jusqu’à la fin du monde,. »

## Approche exégétique

### L'envoi en mission

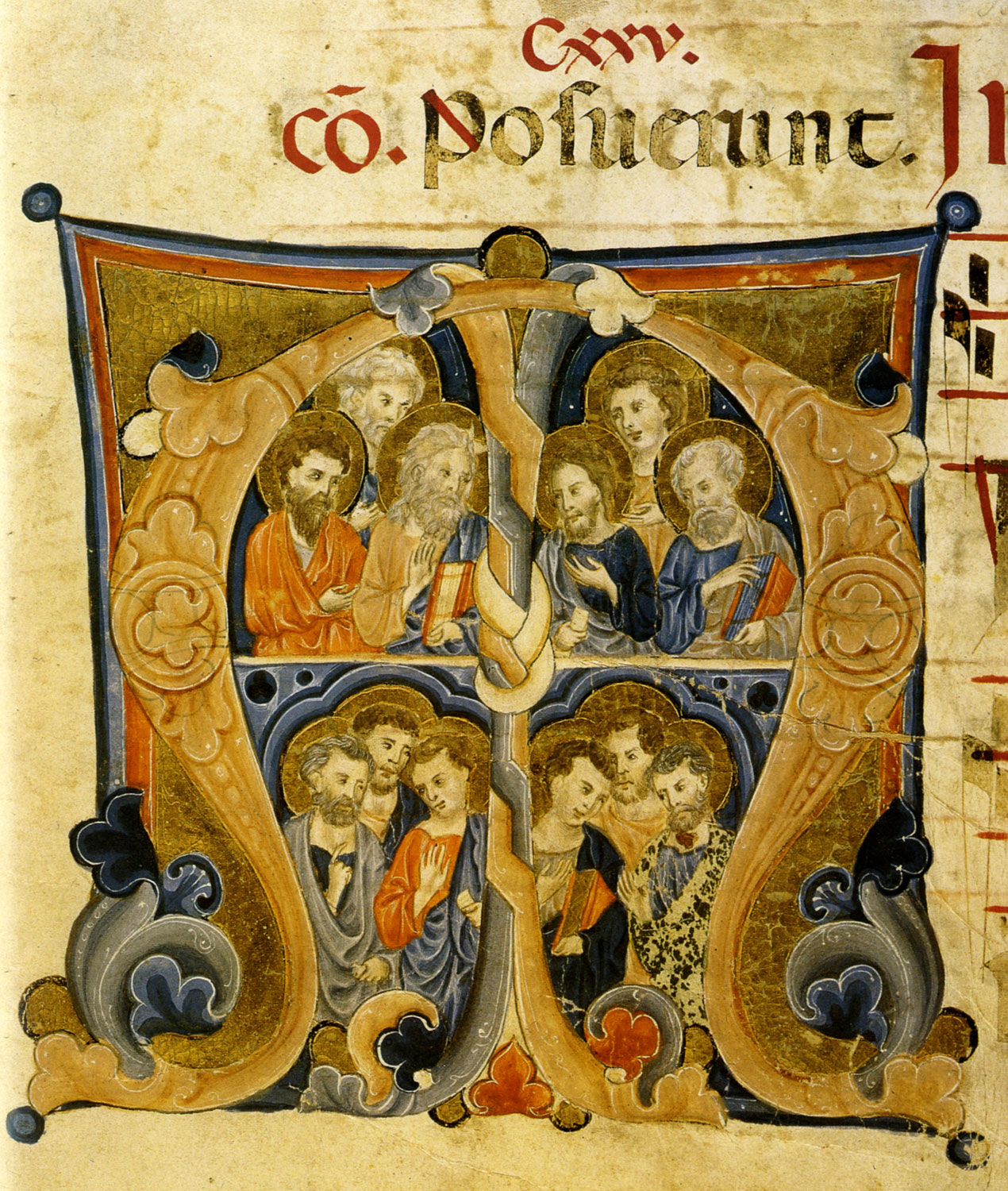
Les Douze Apôtres, enluminure de Vigoroso da Siena, XIIIe siècle.

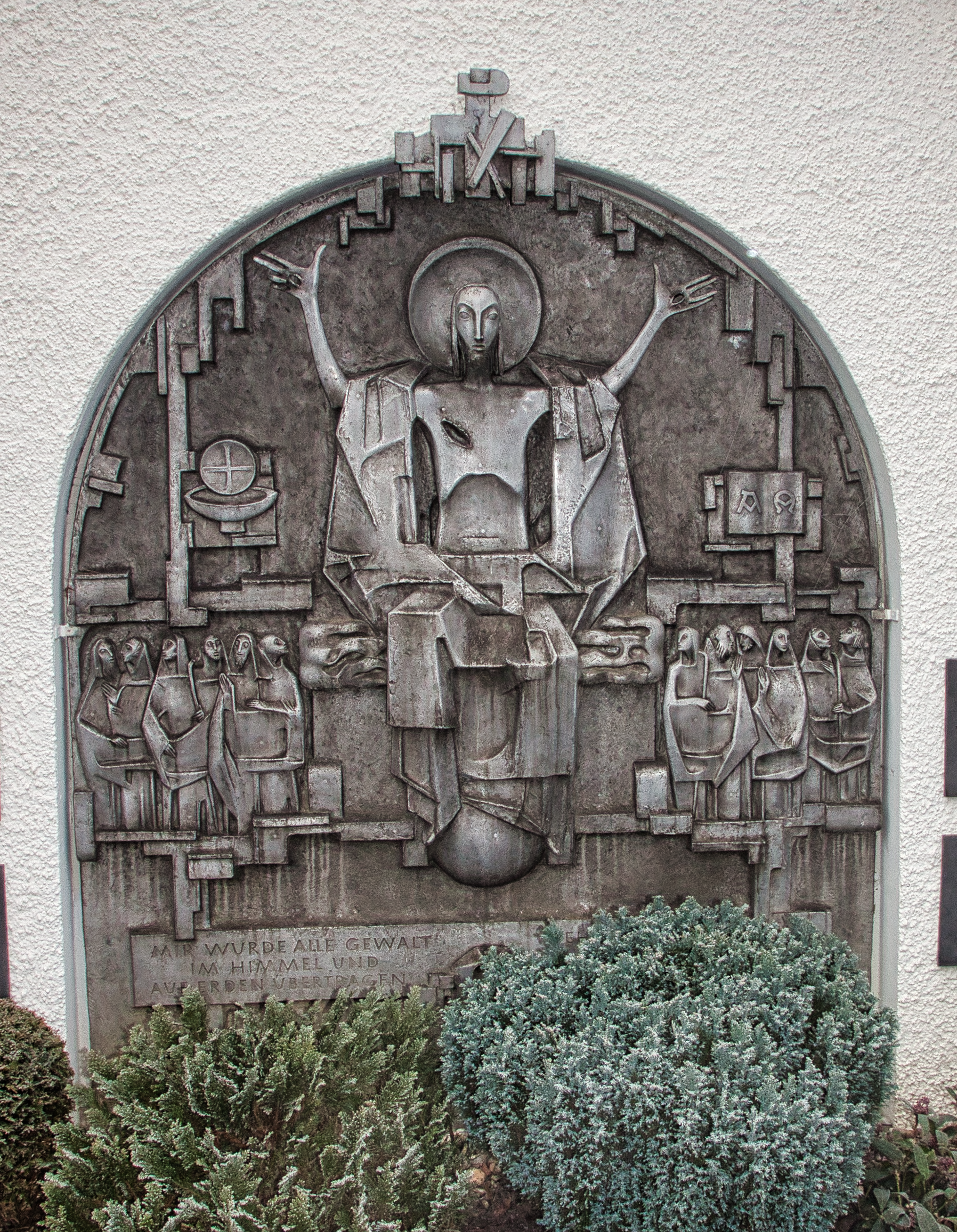
La Grande Mission par Albert Wider pour la tombe des prêtres au cimetière de Widnau, Suisse

Ce passage fait suite à la Crucifixion et à la Résurrection de Jésus. Élian Cuvillier note qu'il ne contient cependant aucun appel au Jugement de Dieu : l'envoi en mission et l'adhésion de nouveaux disciples semblent ici l'emporter sur les notions de péché ou de rétribution.
L'envoi en mission est placé sous le signe de la Trinité, qui fait écho au baptême du Christ, où l'Esprit descend sur Jésus à l'instant où la voix divine établit la relation filiale avec le Père (Mt 3:16-17). Parallèlement, le « je suis avec vous tous les jours, jusqu’à la fin du monde » s'inscrit dans la continuité de l'« Emmanuel », le « Dieu avec nous » de Mt 1:23. L'évangile matthéen, qui se caractérise par une dualité permanente entre le particularisme juif et l'universalisme, se conclut ici par un élargissement de la Bonne Nouvelle à tous les peuples de la terre.
Il convient aussi d'envisager la « Grande Mission » dans la perspective du Sermon sur la montagne, dont elle forme l'aboutissement. L'annonce de cette mission renferme la substance même de l'évangile : le Ressuscité détient le pouvoir sur le monde et ses disciples doivent transmettre son enseignement à tous les peuples jusqu'à l'avènement du Royaume. Or cette fin des temps n'est pas décrite comme imminente par l'auteur.

### Les autres textes canoniques
La « Grande Mission » est à distinguer de la « Petite Mission », ou « Discours d'envoi », qui figure plus haut dans le même Évangile selon Matthieu, au chapitre 10. En revanche, elle évoque d'autres péricopes des Évangiles canoniques, parmi lesquelles l'institution des douze apôtres, présente dans les trois synoptiques. Toutefois, l'institution des apôtres a lieu du vivant de Jésus, avant la crucifixion, alors que la « Grande Mission » se situe après la Résurrection.
L'Évangile selon Luc, rédigé à la même époque que celui de Matthieu, c'est-à-dire vers l'année 80, rapporte une scène proche de la « Grande Mission » exposée par Matthieu ; elle prend place elle aussi après la Crucifixion et la Résurrection. Jésus demande à ses disciples de prêcher à toutes les nations, en commençant par Jérusalem, la repentance qui mène à la rémission des péchés. Le thème réapparaît dans les Actes des Apôtres, ouvrage également écrit par Luc : au moment de l'Ascension, Jésus promet à ses apôtres que l'Esprit saint les assistera dans l'accomplissement de leur mission.
L'Évangile selon Marc, qui est antérieur aux deux autres synoptiques et date des années 65-75, inclut un passage comparable à la « Grande Mission » de Matthieu dans sa « finale longue ».

« Puis il leur dit : « Allez dans le monde entier proclamer la bonne nouvelle à toute la création,. »

Or, contrairement au schéma habituel de réemploi du texte marcien, celle-ci n'est pas un passage de Marc utilisé par Matthieu et Luc : c'est l'inverse qui s'est produit, car cette « finale longue » a été ajoutée par la suite, sans doute au IIe siècle, à partir des versions de Matthieu et de Luc.
Enfin, l'Évangile selon Jean, plus tardif que les synoptiques et les Actes, reprend les thèmes de l'envoi en mission, du pardon des péchés et de l'assistance de l'Esprit saint.

### Le baptême trinitaire
Rédigés à la même époque que l'évangile matthéen, mais indépendamment, les Actes des Apôtres contiennent un passage équivalent :

« Comme il se trouvait avec eux, il leur recommanda de ne pas s’éloigner de Jérusalem, mais d’attendre ce que le Père avait promis, ce que je vous ai annoncé, leur dit-il ;
car Jean [le Baptiste] a baptisé d’eau, mais vous, dans peu de jours, vous serez baptisés du Saint-Esprit.
Alors les apôtres réunis lui demandèrent : ’’Seigneur, est-ce en ce temps que tu rétabliras le royaume d’Israël ?’’
Il leur répondit : ’’Ce n’est pas à vous de connaître les temps ou les moments que le Père a fixés de sa propre autorité.’’
’’Mais vous recevrez une puissance, le Saint-Esprit survenant sur vous, et vous serez mes témoins à Jérusalem, dans toute la Judée, dans la Samarie, et jusqu’aux extrémités de la terre.’’ »

Hans Conzelmann considère que, pour le baptême pratiqué au seul « nom de Seigneur » dans Actes 8:16, il s'agit « d'une construction ad hoc (cf. 10,44-48 ; 19,1-7) qui présuppose précisément le lien intime entre le baptême et l'Esprit », de même que pour Actes 2:38 avec le baptême opéré au seul « nom de Jésus-Christ ».
.